# Mal Radobil
Mal Radobil (en macédonien Мал Радобил) est un village du sud de la Macédoine du Nord, situé dans la municipalité de Prilep. Le village comptait 10 habitants en 2002.

## Démographie
Lors du recensement de 2002, le village comptait :
- Macédoniens : 10